# MIMO
 For alternative betydninger, se MIMO (flertydig). (Se også artikler, som begynder med MIMO)
Indenfor radiokommunikation er multiple-input and multiple-output eller MIMO en metode til at multiplicere en punkt-til-punkt radioforbindelses kapacitet ved at anvende flere senderantenner og modtagerantenner ved at anvende flervejsudbredelse.
MIMO er blevet et essentielt element af trådløs kommunikationsstandarder inklusiv IEEE 802.11n (Wi-Fi), IEEE 802.11ac (Wi-Fi), HSPA+ (3G), WiMAX (4G) og Long Term Evolution (4G). Omkring 2015 er MIMO blevet anvendt på power-line communication til 3-lednings installationer som en del af ITU G.hn standarden og HomePlug AV2 specifikationen.
Oprindeligt refererede termen "MIMO", indenfor trådløs kommunikation, til den hovedsagelig teoretiske anvendelse af flere antenner ved senderen og modtageren. Den moderne brug af "MIMO" refererer specifikt til praktiske teknikker til at sende og modtage flere end et datasignal med den samme radiokanals frekvensinterval samtidig via flervejsudbredelse.
MIMO er fundamental forskellig fra smarte antenneteknikker udviklet til at forbedre ydelsen af et enkelt datasignal, såsom beamforming og diversitet.

## Teknisk
MIMO anvender flere senderantenner fødet af software definerede radiosendere - og modtagerantenner som føder software definerede radiomodtagere - begge radiosystemer er styret af løbende selvkalibrerende MIMO-firmware. Formålet med MIMO-systemet er at anvende flervejsudbredelse i så stor en udstrækning som muligt.
Der er brug for tovejskommunikation, for at MIMO-systemet kan udveksle information, som resulterer i rekalibrering, så hver ende skal have både have sende og modtage faciliteter.
Ændringer i omgivelserne, såsom flytning af radioantenner (fx en bærbar computer med et trådløst netkort med MIMO), folk som bevæger sig, inventar som flyttes - er alle begivenheder, som gør at MIMO-forbindelsen skal rekalibrere sig selv.